# Henri Courtine
Henri Courtine (ur. 11 maja 1930, zm. 20 lutego 2021) – francuski judoka.
Brązowy medalista mistrzostw świata w 1956, piąty w 1958. Zdobył trzynaście medali mistrzostw Europy w latach 1952 - 1962, w tym sześć w drużynie. Mistrz Francji w 1954, 1956, 1958 i 1960 roku.